# Polstenovci
Polstenovci (znanstveno ime Imleria) so rod gliv iz družine cevark (Boletaceae).

## Seznam polstenovcev Slovenije[2]
- kostanjasti polstenovec (Imleria badia)